# 만석보 혁파 선정비
만석보 혁파 선정비(萬石洑 革罷 善政碑)는 대한민국 전라북도 정읍시 이평면에 있다. 2016년 7월 26일 정읍시의 향토문화유산 제8호로 지정되었다.

## 개요
고부군수 조병갑의 수탈의 구실이며 크게는 반봉건 의미를 담은 만석보 철거는 매우 상징적인 사건이었다. 만속보 철거 요구는 당시 백성들의 민심을 헤아릴 수 있는 동시에 이들의 요구를 거절할 수 없을 정도로 백성들의 의식이 커졌음을 의미하며 결국 신임 고부군수 안길수로 하여금 민심수습을 위해 철거를 결심할 수 밖에 없게 만든 정치적 사건이었다.1894년 동학농민혁명 당시 농민들은 고부관아를 점령한 뒤 수탈의 구실이었던 만석보를 부수었는데, 1898년 새로 고부군수로 부임한 안길수가 남아있던 만석보를 완전히 철거하였다. 이에 동년 9월 농민들이 '군수 안후길수 만석보혁파 선정비'를 세웠다.

## 같이 보기
- 만석보지(萬石洑址) - 전라북도 기념물 제33호